# Буди фин
„Буди фин” је српска телевизијска серија снимљена 2001. године у продукцији Телевизије Београд.

## Улоге
| Глумац                  | Улога |
| ----------------------- | ----- |
| Нада Блам               |       |
| Светлана Бојковић       |       |
| Рада Ђуричин            |       |
| Богољуб Митић           |       |
| Марко Николић           |       |
| Михајло Бата Паскаљевић |       |
| Миленко Павлов          |       |
| Павле Петровић          |       |
| Горица Поповић          |       |
| Предраг Смиљковић       |       |
| Танасије Узуновић       |       |
| Драган Вујић            |       |
| Катарина Жутић          |       |